# Grzegorz Turnau
Grzegorz Jerzy Turnau, né le 31 juillet 1967 à Cracovie en Pologne, est un chanteur, poète, compositeur polonais.

## Discographie
- 1991 - Naprawdę nie dzieje się nic -  Or
- 1993 - Pod światło -  Or
- 1994 - Turnau w Trójce -  Or
- 1995 - To tu, to tam -  2 × Platine
- 1997 - Tutaj jestem -  Or
- 1998 - Księżyc w misce
- 1999 - Ultima -  Or
- 2000 - Kawałek cienia
- 2002 - Nawet
- 2005 - Cafe Sułtan
- 2005 - 11:11 -  Or
- 2006 - Historia pewnej podróży -  Platine
- 2007 - Pasjans na Dwóch (avec Andrzej Sikorowski)
- 2009 - Do zobaczenia  -  Or
- 2010 - Fabryka Klamek -  Or

## Récompenses et Distinctions
- Prix Fryderyk
  - 1994 : Album de l'année – chanson poétique (Turnau w Trójce)
  - 1995 : Album de l'année – chanson poétique (To tu, to tam)
  - 1995 : Chanteur de l'année
  - 1997 : Album de l'année – chanson poétique (Tutaj jestem)
  - 2002 : Album de l'année – chanson poétique (Nawet)
  - 2004 : Album de l'année – chanson poétique (Cafe Sułtan)
  - 2005 : Album de l'année – chanson poétique (11:11)
  - 2007 : Album de l'année – chanson poétique (Historia pewnej podróży)
  - 2011 : Album de l'année – chanson poétique (Fabryka klamek)
- Croix d'or dans l'Ordre du Mérite polonais en 2004
- Médaille d'argent du Mérite culturel polonais Gloria Artis en 2005
- Citoyen d'honneur de la ville de Inowrocław en 2011